# Kirill Serebrennikov
Kirill Serebrennikov (Rostov do Don, 7 de setembro de 1969) é um cineasta e designer russo.